# Bataille de Byeokjegwan
Guerre Imjin
La bataille de Byeokjegwan (ou Pyŏkje) (Chinois : 碧蹄館大戰; Bì tí guǎn dàzhàn) est le nom d'une bataille livrée le 27 janvier 1593 (26 janvier selon le calendrier japonais de l'époque), entre les armées de la dynastie Ming menées par Li Rusong et les forces japonaises sous le commandement de Tachibana Muneshige, Ukita Hideie, et Kobayakawa Takakage. Dans le contexte de l'invasion de la Corée par le Japon, c'est la première bataille terrestre de la guerre entre les deux parties.

## Contexte
Li Rusong et l'armée Ming forte de 36 000 hommes quitte Liaodong le 25 décembre 1592 dans un effort pour aider la dynastie Joseon, déjà largement envahie par les forces japonaises. Li connaît le succès dans un premier temps et reprend Pyongyang en un assaut direct d'une journée le 8 janvier puis la grande ville de Kaesong peu de temps après.
Séoul, la capitale, est la prochaine cible des Ming. Li commence par envoyer des éclaireurs vers Séoul à la fin de janvier. Quelques escarmouches ont lieu entre les deux parties puis Li laisse quelques milliers d'hommes pour défendre Pyongyang et Kaesong tandis qu'il part pour Séoul avec sa force principale.

## Bataille
Peu de temps après avoir repris Pyongyang, Li réussit également à reprendre l'importante ville de Kaesong le 19 janvier et ne rencontre qu'une résistance mineure de la part des défenseurs japonais. Rendu trop confiant par son récent succès et peut-être induit en erreur par de faux rapports, Li Rusong s'avance vers la capitale Séoul avec son armée alliée de 20 000 hommes le 21 janvier 1592. Le 26 janvier, la force Ming se heurte à une confrontation inattendue à Byeokjegwan avec une grande formation japonaise d'environ 30 000 hommes.
Le même matin, l'avant-garde de Li, commandée par le général Zha Dashou (查大受) en compagnie du général coréen Go Eon-baek (고언백(高彦伯)) approche de la zone de Byeokjewan au nord de Séoul. La force japonaise s'aperçoit de l'avancée et Tachibana Muneshige envoie un petit groupe de 500  à   600 hommes pour attirer l'armée Ming en avant. Le groupe des Ming mord à l'appât et attaque la partie japonaise. L'avant-garde Ming, bientôt rejointe par la force principale de Muneshige (3 000 hommes) venant des flancs, est contrainte de se retirer et se retrouve piégée dans les collines avoisinantes.
En apprenant le sort de son avant-garde, Li Rusong se dirige vers l'avant et tente de soulager ses éclaireurs assiégés. Il réussit à les retrouver vers midi et rencontre une encore plus grande armée de secours du côté japonais tandis que d'autres forces de daimyō de la région convergent aussi sur Byeokjegwan.
Li Rusong est maintenant pris au piège avec ses forces face à une armée japonaise d'environ 30 000  à   40 000 hommes. Ils sont de nouveau contraints d'essayer de se défendre sur une colline. Compte tenu du terrain boueux et de la nature étroite de la zone, il est difficile pour eux d'utiliser leurs chevaux, de sorte que la plupart des cavaliers descendent de leur monture et combattent à pied.
Les forces japonaises progressent sur la position Ming vers 10 heures. L'attaque initiale par Ukita Hideie est repoussée par les Ming puis vient une attaque en force avec Muneshige venant de la droite, Ukita Hideie de l'avant et Kobayakawa Takakage de la gauche. Les forces de Muneshige lancent une volée de teppō avant de charger tête la première dans les lignes Ming.
Dépourvues de leur équipement lourd ou de soutien d'infanterie, les forces Ming sont composées presque entièrement de l'élite de leurs guerriers vassaux. Les deux parties s'affrontent et les généraux Ming eux-mêmes sont forcés de se battre dans un combat au corps-à-corps pendant la plupart de la bataille. Li Rumei, le frère de Li Rusong, tire à bout portant sur un guerrier samouraï (Ono Nariyuki) alors qu'il est sur le point de se battre en duel avec son frère. Li Yousheng (李有聲), un des officiers Ming, est tué en essayant de défendre Li Rusong. Plusieurs samouraï renommés périssent aussi dans la bataille.
La mêlée générale continue de 10 h à midi, tandis que les forces japonaises envoient plusieurs vagues contre la position Ming et que les deux parties subissent des pertes importantes. Vers midi, il se met à pleuvoir et le terrain accidenté commence à ressembler à un marécage, rendant encore plus difficile la bataille. Kobayakawa change alors de tactique, retire ses samouraï pour ouvrir un champ de tir pour ses escadrons d'arquebusiers qui tirent dans la masse des Chinois et des Coréens. Les Japonais poursuivent l'armée Ming vaincue jusqu'au col à son point le plus haut et après quelques heures de combat, Kobayakawa ordonne la cessation de l'avance tandis que tombe la nuit. Les forces japonaises, qui ne sont pas prêtes à s'engager dans une bataille sur le terrain avec la force principale Ming, se retirent vers Séoul, et l'armée Ming, ayant subi de lourdes pertes parmi ses guerriers d'élite, fait également retraite vers Kaesong.

## Pertes
Comme avec beaucoup de batailles de la guerre Imjin, le nombre des victimes est radicalement différent selon la source. Li Rusong le premier fait état de 264 pertes contre 167 ennemis tués pour l'intendant en chef Song Yingchang (en), mais ce nombre est ensuite critiqué par d'autres fonctionnaires Ming comme étant erroné. Une enquête conclut que le nombre réel de pertes est plus proche des 2 000 (comme beaucoup des soldats des vassaux tués sont hors des listes, le nombre de victimes parmi les soldats enregistrés comme tels est en effet dans les 200).  Le premier rapport coréen sur la bataille reprend une histoire d'un général Ming différent non directement impliqué dans la bataille, récit selon lequel les Ming ont perdu 1 500 hommes et tués seulement un peu plus d'une centaine d'ennemis tandis que les documents japonais semblent indiquer qu'ils ont perdu 2 000  à   3 000 hommes  pour 6 000 ennemis tués parmi les forces Ming. Une source en particulier suggère que les Ming ont perdu 20 000 hommes (ce qui représenterait environ 60 % de toute l'armée Ming en Corée à l'époque).
Compte tenu de la nature de la bataille et des manœuvres des deux côtés dans les jours et les mois après la bataille, on peut estimer que chacune des camps perd entre 2 000  et   5 000 hommes, bien que les victimes parmi les Ming appartiennent presque entièrement à leurs vassaux d'élite, ce qui rend le nombre plus important qu'il n'y paraît.

## Autres controverses
Bien que la version officielle de l'histoire veut que Li Rusong et les forces Ming ont été induits en erreur par l'intelligence coréenne défectueuse, d'autres généraux Ming (en particulier ceux qui proviennent du sud) affirment qu'en fait, c'est Zha Dashou qui a trompé Li et les autres forces Ming. Zha pense que les forces japonaises sont sur le point de s'effondrer et qu'une avance rapide et soudaine sur leur position les amènera à se retirer de Séoul et qu'en tant qu'avant-garde du groupe, il gagnera la plus grande part de la gloire. Les généraux indiquent que la quasi-totalité d'entre eux est surprise par le départ soudain de Li la veille de la bataille et se précipitent pour l'attraper
La bataille ainsi que d'autres différends à Pyongyang et ailleurs conduisent à une friction croissante entre les officiers Ming d'origines différentes.